# 멜리사 슈먼

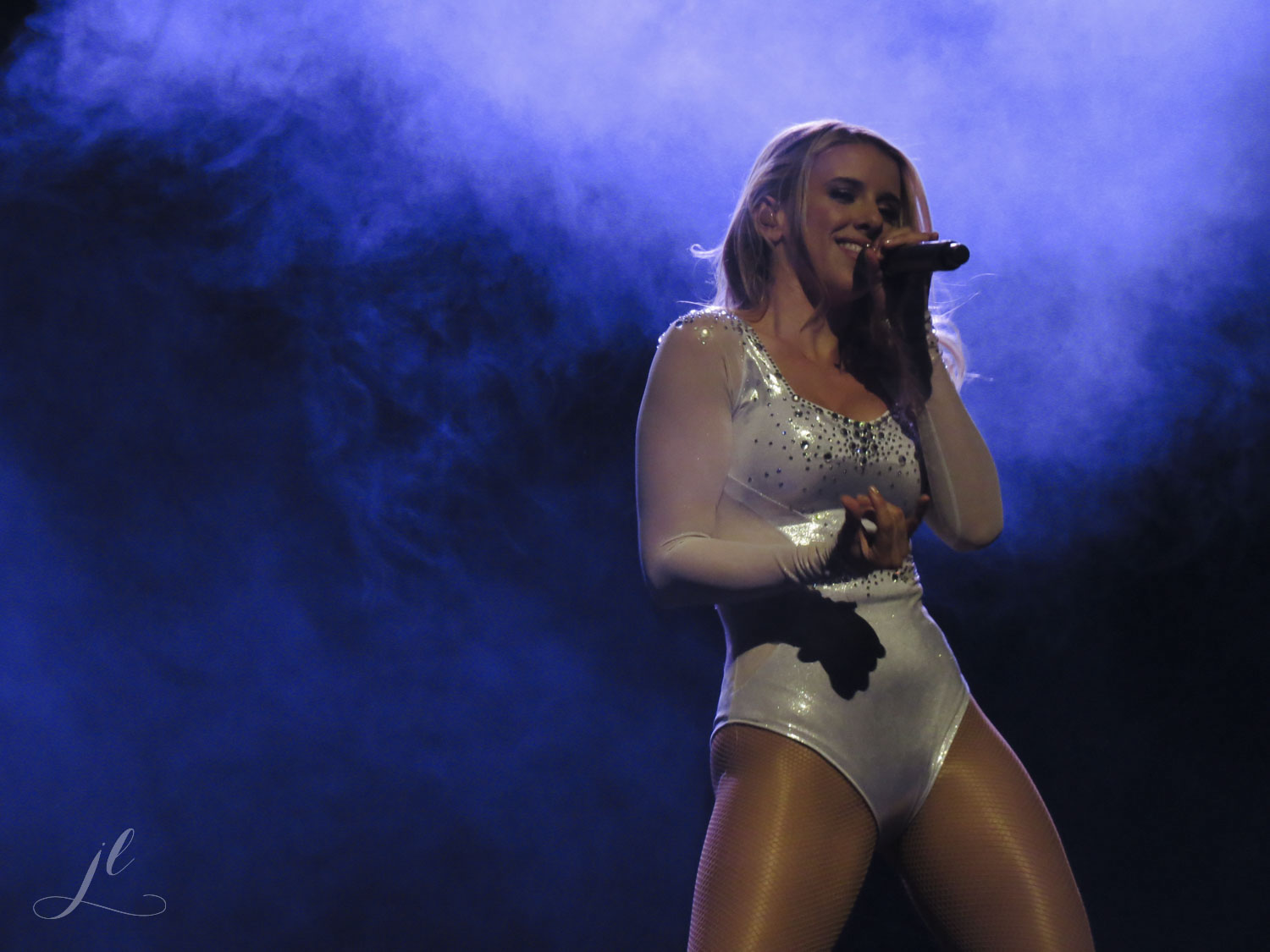

멜리사 슈먼(Melissa Schuman, 1984년 8월 21일 ~ )은 미국의 가수, 배우, 영화배우이다.
샌클레멘테에서 태어났다.

## 영화
- 리트리트 (2005년) - 니콜 역
- 할로우 (2004년)
- 러브 돈 코스트 어 씽 (2003년)